# Pseudopleminia
Pseudopleminia is een geslacht van rechtvleugeligen uit de familie sabelsprinkhanen (Tettigoniidae). De wetenschappelijke naam van dit geslacht is voor het eerst geldig gepubliceerd in 1954 door Beier.

## Soorten
Het geslacht Pseudopleminia omvat de volgende soorten:
- Pseudopleminia castanea Brunner von Wattenwyl, 1895
- Pseudopleminia ruficornis Walker, 1870